# Восстание Исатая Тайманова
Восста́ние Исата́я Тайма́нова (каз. Исатай Тайманов көтерілісі) — восстание казахских шаруа под предводительством Исатая Тайманова и Махамбета Утемисова в Младшем жузе. Велось против Российской империи и подвассальной ей Букеевской Орды.

## Предыстория
Основной причиной восстания в Букеевской Орде под руководством Исатая Тайманова и Махамбета Утемисова было обнищание большой массы казахов (шаруа) в результате отсутствия достаточного количества пастбищ. Количество годных земель неуклонно сокращалось. Земли, расположенные по Большому и Малому Узеню и вокруг Камыш-Самарских озёр, пригодные для земледелия регулярно изымались под казачьи хутора. Оставшиеся земли распределялись неравномерно, основные пастбища оставлялись за ханом Жангиром и его приближенными. Положение осложнял запрет на переход через Урал и выпас вдоль его поймы. Отчаявшиеся прокормить свои семьи и добиться более справедливого распределения земель шаруа принялись в открытую грабить скот в султанских и ханских кочевьях.

## Восстание
Восстание в Букеевской Орде делится на три периода:
1. 1833—1836 годы — формирование главных предпосылок восстания;
2. 1837 год — развитие восстания, столкновение восставших с царскими карательными отрядами и подручными Жангир-Керей-хана;
3. конец 1837—июль 1838 годов — ослабление сил восставших и поражение восстания.

С февраля 1836 года стихийные выступления были поддержаны старшиной Таймановым и примкнувшим к нему акыном Махамбетом. Они призывали занимать земли хана и Уральского казачьего войска, переходить к Уралу, отбивать скот. К восстанию присоединились несколько родов во главе со старшинами. Например, покровительство и посильную помощь повстанцам оказывал бий Жусип Куланулы из рода назар племени алимулы, который отправил в помощь восставшим около 500 воинов.

### Осада Ханской ставки
С 12 (24) октября 1837 по 25 октября (6 ноября) 1837 года Исатай Тайманов вместе с Махамбетом Утемисовым осаждали Ханскую ставку и выставили требования Жангир-Керей-хану. Осада длилась две недели, и только с приходом подкрепления в лице русских отрядов, повстанцам пришлось снять осаду и отступить. Повстанцы были взяты в кольцо и тогда Исатай во главе отряда повстанцев из 1000 человек совершил нападение на выступивший из Кулагинской крепости отряд подполковника Меркулова в местности Жидели. Под натиском превосходящих сил повстанцев, Меркулову пришлось отступить к другим казачьим отрядам.

### Сражение под Тастобе
Поначалу сохранялась надежда на решение земельной проблемы с помощью русских властей. Исатай Тайманов обратился к генерал-губернатору В. А. Перовскому: «Просьбы и жалобы наши никем не принимаются, имущество у нас отнимают и мы, точно иностранцы, страшимся всего, несмотря на то, что принимали присягу на верноподданство государю императору. Но так как Ваше Превосходительство представляет здесь лицо главного начальника, то я почел довести до Вашего сведения и просить об откомандировании к нам правдивых чиновников, которые вникли бы в наше бедственное положение и произвели по жалобам нашим всенародное исследование. Особенно мы желаем, чтобы жалобы наши были исследованы господином подполковником Далем». Но в итоге было принято решение об организации карательной экспедиции из нескольких сотен уральских и астраханских казаков совместно с верными хану Джангиру отрядами. 3 (15) ноября 1837 года карательными отрядами была одержана победа над восставшими у Тас-Тюбе. Рассеянные повстанцы частично сумели прорваться на левый берег Урала и сгруппироваться вновь.

### Акбулакское сражение
Весной Перовский доносил в Петербург, что войско Тайманова «постепенно возрастая, начало довольно положительно приближаться к линии и, наконец, по последним известиям, находилось уже не далее двух переходов. От двух-трёх тысяч человек при внезапном нападении может прорваться на всякой точке линии и наделать большие беспорядки». За Урал была выслана экспедиция в составе регулярных войск, уральских и оренбургских казаков и 30 июня (12 июля) 1838 года восставшие были разбиты в Акбулакском сражении, Исатай Тайманов был убит, русские же отделались несколькими ранеными. Махамбет Утемисов с уцелевшими участниками бежал на юг, но погиб 8 (20) октября 1846 года на территории нынешней Атырауской области — был убит наёмными убийцами.